# Олівія Ая Накітанда
Олівія Ая Накітанда (27 серпня 1984) — угандійська плавчиня.
Учасниця Олімпійських Ігор 2008 року.